# کایتینانو امومویتا
کایتینانو امومویتا (انگلیسی: Kaitinano Mwemweata؛ زادهٔ ۲۲ ژوئیهٔ ۱۹۸۴) ورزشکار دو و میدانی زن اهل کیریباتی است که در در مجموع برندهٔ ۵ مدال طلا، ۱ مدال نقره، ۲ مدال برنز شده‌است. امومویتا در رشته دو ۱۰۰ متر نماینده کیریباتی در بازی‌های المپیک تابستانی ۲۰۰۴ بود.